# León Zárate
León Zárate (Alta Gracia, Córdoba - Villa Carlos Paz, 1989) fue un primer actor de la época dorada cinematográfica argentina.

## Biografía
Nacido en Alta Gracia, en la provincia de Córdoba, hijo de una familia serrana, abandonó la universidad para pasarse al teatro. Se inició profesionalmente en 1914 en el circo Pereyra con su verdadero nombre, Zoilo León Martínez.
Trabaja 10 años en el interior hasta que fue descubierto por el actor Martín Gil (también cordobés) mientras realizaba unas funciones en el Teatro Porteño.
Hombre muy austero, con un gran sentido del respeto, la ética y las buenas costumbre, fue un gran e improvisado actor tanto de teatro como de cine de principios del siglo XX. Además fue un eximio director teatral de numerosos espectáculos.
En Teatro se lució junto a actores de la talla de Pepe Arias, Pablo Palitos, José Ramírez, Pepita Muñoz, Mecha Ortiz, Dora Dolly, Oscar Villa, Leo Alza, Julio Renato, Irma Córdoba, Rosa Rosen, Herminia Mancini, Ernesto Famá, Élida Lacroix, Julio Scarcella, Héctor Ugazio y Alberto Anchart, entre muchos otros. Integró famosas compañías como las de los cómicos Florencio Parravicini y el recordado César Ratti.
También se lució en el Teatro Porteño, el Teatro Monumental y en el Teatro Nacional. Su talento cómico llegó a ser comparado con el de Enrique Muiño.
Durante un entreacto en el Teatro Corrientes, en una obra que realizaba en 1935, evocó a unas breves y sentidas palabras ante el trágico fallecimiento de Carlos Gardel.
Ya en la década del '40 formó su propia compañía cómica en el Teatro Apolo en la que actuaría entre otros Arturo De Bassi y Amelia Bence.
Para 1950 conforma una compañía teatral con la actriz Felisa Mary teniendo en su elenco a los actores Miguel Mileo, Alfredo Alcón y David Singerman. Con ella pone en escena la obra ¡Flor de familia la mía!, de Julio A. Burón, en el Teatro Apolo. También en ese mismo año se une a la compañía cómica de José Ramírez en el Teatro El Nacional.

## Fallecimiento
Durante sus últimos años de vida se recluyo en su casa y se dedicó a escribir y a las artes plásticas nunca se dio a conocer así como tampoco permitió que se publicaran dichas obras. 
El actor León Zárate falleció trágicamente atropellado por un automóvil en la Provincia de Córdoba. De una relación tuvo una hija con una ignota actriz de teatro y varietés Sara Martínez, quien por coincidencias del destino también falleció  atropellada en otro accidente vial. La hija de León y Sara se llamó Zoraida Martínez quien por una intervención sospechosa de su hermanastro (adoptado),nunca pudo recibir nada de su padre después de múltiples intentos por recuperar algo de su fallecido padre.según relatos de Zoraida a su nieto Alexandre.Finalmente su hija biológica falleció de cancer de páncreas a los 88 años.

## Filmografía
- 1925: Mateo
- 1937: La muchacha del circo
- 1937: El forastero
- 1938: De la sierra al valle
- 1951: Arriba el telón
- 1951: El patio de la morocha con Virginia Luque
- 1951: Con la música en el alma[5]
- 1960: Cerro Guanaco
- ?: Surcos dirigida por Tulio Demichelli con Elisa Galvé, Raúl del Valle y Jacinto Herrera.

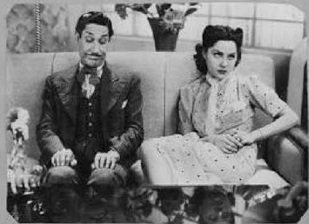
León Zárate junto a la actriz Amelia Bence en 1937 en el film "El forastero".

## Radio
Trabajó en los años 1930 en Radio Belgrano junto con Pablo Palitos en el programa U cabaleiro de Schinella de Julio Traversa. También trabajó en un ciclo radioteatral junto con José Gola, Luisa Vehil, Pepita Muñoz, César Ratti, Mecha Ortiz y Orestes Soriani.
Por Radio Excelsior actuó en el radioteatro Bendita seas junto a Pedro Maratea, Herminia Franco y Leonor Rinaldi.
En 1944 actuó en el radioteatro Don Salvador de Fuente Clara.
En 1950 hizo por Radio Argentina el popular Don Broncoso Malmeacuerdo de Julio Porter.

## Teatro
Zárate se formó en los albores del teatro porteño a comienzos del siglo XX. En1928 forma junto al actor Marcelo Ruggero la "Compañía Ruggero- Zárate", imponiendo obras como:
- Aquella cantina de la ribera
- El teniente Peñaloza
- Metejón
- Atorrante
- El timbero
- Hay que embromarse con Parra y Ahora va a correr el viento. Obras estrenadas en 1932 en el Teatro Maipo junto al genial Florencio Parravicini, del que formaba parte de su compañía y a quien llegó parodiarlo,[9] la actriz y cancionista Libertad Lamarque, Alicia Vignoli y la bailarina Rosy Morán.[10]
- El tango en París (1945), junto con Alicia Vignoli, Rosa Catá, Ibis Blasco, Cayetano Biondo, Guillermo Rico y Alberto Arenas.[11]
- Pasen a ver el fenómeno (1925), de Ivo Pelay y Manuel Romero. Con María Turgenova, Marcelo Ruggero, José Ramírez, Miguel Gómez Bao y Ida Delmas.
- No arruge que no hay quien planche (1925), haciendo un famoso dúo cómico junto a Marcelo Ruggero, en la que imitaban al dúo de cantores Gardel-Razzano como "Dúo Cartel-Manzano", durante el último cuadro, titulado “La Victrola mágica”.
- Matterell (1927).
- Magariños y Cía (1928).
- Mire que es chiquito el mundo (1936).
- Mozart (1939).
- El muchacho de la orquesta (1939), junto con Pepita Muñoz, Élida Lacroix, Carlos Enríquez, Oscar Villa, Cayetano Biondo, Ernesto Fama, Francisco Amor, Minotto Di Cicco, Luis Riccardi y Mariano Mores.[12]
- Cuantos somos, como somos y cuanto dura (1940) estrenada en el Teatro Solís, y escrita por Ángel Curotto.
- Quien le piso la cola al gato (1940), protagonizada por Luis Arata.
- Payucano zonzo (1940) en el Teatro Astral, escrita por Carlos R, Paul de Paoll y Víctor Elía.
- De mí no se ríe nadie (1940) con Amelia Bence.
- No aflojes, Leopoldo (1944).
- Adán se casa con Eva (1944), de Florencio Chiarello.
- Pigmalión (1948), estrenada en el Teatro Municipal.